# Mancocumatinae
Mancocumatinae is een van de drie onderfamilies van kleine Zeekomma's die behoort tot de familie van de Bodotriidae.

## Anatomie
Mancocumatinae zijn zeekomma's die, zoals de andere leden van de familie, geen vrij telson bezitten. Het is vergroeid met het laatste pleon segment en vormt alsdusdanig een pleotelson. De mannetjes bezitten nul, twee, of drie paar (pleopoden). Bij vrouwtjes is de tweede antenne sterk gereduceerd en veel kleiner dan de eerste antenne. De derde maxillipede bezit altijd een exopodiet (buitenste vertakking). Exopodieten ook op tweede en volgende paren pereopoden. De endopodiet (binnenste tak) van de uropode bestaat uit één of twee segmentjes.

## Systematiek
De Mancocumatinae is een kleine onderfamilie die 4 genera (geslachten) en 6 soorten bevat:
- Mancocuma Zimmer, 1943
- Pseudoleptocuma Watling, 1977
- Speleocuma Corbera, 2002[2]
- Spilocuma Watling, 1977